# Eugenes
Eugenes là một chi chim trong họ Trochilidae. Một số bộ sắp xếp xem chúng là chi đơn loài E. fulgens.

## Các loài
Chi này gồm 2 loài:
| Male | Female | Common Name | Scientific name     | Distribution                                          |
| ---- | ------ | ----------- | ------------------- | ----------------------------------------------------- |
|      |        |             | Eugenes fulgens     | southwestern United States to Honduras and Nicaragua. |
|      |        |             | Eugenes spectabilis | Costa Rica to Panama.                                 |